# شریس دیویدز
شریس دیویدز (انگلیسی: Sharice Davids؛ زادهٔ ۱۹۷۹/۱۹۸۰ (۴۴–۴۵ سال)) سیاستمدار اهل و نماینده منتخب مجلس نمایندگان ایالات متحده آمریکا از ایالت کانزاس است. او در دانشگاه دانشگاه میزوری در کانزاس‌سیتی مدیریت تجاری و در دانشگاه کرنل حقوق خوانده و به صورت حرفه‌ای هنرهای رزمی ترکیبی را دنبال می‌کند.

## زندگی
او از اعضای قبیله هو-چانک از قبایل بومی آمریکاست. او توسط مادری که در نیروی زمینی ارتش آمریکا خدمت کرده بود بزرگ شد و در سال ۲۰۰۷ از دانشگاه میزوری در کانزاس سیتی با مدرک کارشناسی فارغ‌التحصیل شد.

## ورزش
او از سال ۲۰۰۶ به صورت آماتور در هنرهای رزمی ترکیبی و از سال ۲۰۱۳ به صورت حرفه‌ای این ورزش را دنبال می‌کند.

## فعالیت‌های سیاسی
او در سال ۲۰۱۸ تصمیم گرفت که برای نمایندگی حوزه انتخابیه سوم کانزاس در مجلس نمایندگان ایالات متحده آمریکا علیه کوین یودر کاندید بشود. او انتخابات اولیه را از برنت ولدر که حمایت برنی سندرز را داشت در اوت برنده شد. که در پی انتخابات ۶ نوامبر ۲۰۱۸ این کرسی را برد و اولین نماینده ال‌جی‌بی‌تی و یکی از اولین زنان بومی در مجلس نمایندگان ایالات متحده آمریکا از حوزه کانزاس شد.
یک پیام مستقیم ارسال شده در فیس‌بوک از سوی مایکل کالنی (از اعضای سابق جی‌اوپی حزب جمهوری‌خواه) به آن پریتچت (رئیس بخش شمالی زنان دموکرات شهرستان جانسون) که شامل پیام «نماینده رادیکال سوسیالیست رزمی‌کار لزبین سرخ‌پوست شما به زودی نادیده گرفته خواهد شد.» بود، باعث مشاجره شد. کالنی به صورت گسترده به خاطر این پیام محکوم شد و از دفتر انتخابات حزب استعفا کرد.